# Andirin
Andirin és una ciutat de Turquia que pertany a la província de Kahramanmaraş. Situada en la costa Mediterrània. És a més, la capital de la comarca homònima.

## Història
Antigament va ser una ciutat de l'Imperi Romà d'Orient, i posteriorment del Regne d'Armènia Menor, anomenada Partzerpert, també escrit Pardzerpert. Al segle xiii va passar a formar part de l'Imperi Otomà. El 1514 la ciutat donà la benvinguda al soldà Selim I, quan tornava de la batalla de Çaldiran contra els perses.
El 1908 durant el retorn de la monarquia sota Abdul Hamid II s'imposà una reorganització administrativa i Andirin deixà de dependre del districte d'Aep.
El 20 d'octubre de 1918, después de l'armistici de Mudros signat amb els aliats de la primera guerra mundial, els armenis entraren a Maraix juntament amb l'exèrcit d'ocupació, mentre que les tropes franceses abandonaven Andırın. Els armenis destruïren molts edificis i massacraren la població. Andirin fou el centre de la guerra d'independència de la regió de Çukurova.

## Demografia
Andirin a més de ser el nom d'una ciutat, és el nom d'una comarca. La población d'aquesta comarca és de 40.915 habitants segons el cens del 2007. D'aquest, 8.826 viuen en la ciutat d'Andirin i 32.889 repartits entre les altres ciutates i pobles. L'estructura ètnica de la comarca d'Andirin es compon de turcs i circassians.
La comarca consta de 54 poblacions o districtes administratius.

## Geografia
Andırın és la comarca més verda i boscosa de la regió de Kahramanmaraş. L'altitud mitjana, que té un relleu molt accidentat, és de 1.100 m. El punto més alt és una muntanya que es diu Boncuk Tepesi, que té 2.249 m d'alçada. El clima és una variant humida del Mediterrani.
| Muntanyes i turons - Elma Dağı - Tırıl Dağı - Akça Dağı - Sarımsak Dağı - Başdoğan Dağı - Karüce Dağı - Topuçlu Dağı | Rius i torrents - Beşbucak yaylası - Altınboğa - Çokak, Andırın o Çokak Yaylası - Halbur Yaylası - Kümbetir Yaylası - Meryemçil Yaylası - Mazgaç Yaylası - Kırksu Yaylası - Akifiye Yaylası - S Yaylası - Kuyucak Yaylası |

## Castells
- Akkale, que conté el Museu d'Història de la República
- Alameşe (Babikli) Kalesi
- Anacık Kalesi,
- Azgıt Kalesi,
- Beyoğlu (Çürük) Kalesi
- Bossek (Tuğluca) Kalesi
- Boynuyoğunlu Kalesi
- Burunönü (Çöğdür) Kalesi
- Bülen Kalesi
- Büveme Kalesi
- Copçalar (Çınkırlı) Kalesi
- Çebiş Kalesi
- Çuhadarlı (Keçibucu-Mitel) Kalesi
- Haştırın Kalesi,
- Hisar Kale
- Kabakoz Kalesi
- Kaleboynu Kalesi
- Kalekısığı Kalesi
- Keleşli Kalesi
- Torlar/Tatarlı/Tahirli Kalesi